# قتل سیلویا لایکنس
قتل سیلویا لایکنس (سیلویا لایکنز) در اکتبر ۱۹۶۵ در ایندیاناپولیس، ایندیانا، ایالات متحده صورت گرفت. این دختر ۱۶ ساله، توسط گرترود بانیسزوسکی، در زیرزمین خانه، اسیر و توسط او و کودکانش و دیگر کودکان محله، شامل فرزندان همسایه‌ها، در طی سه ماه، تا سر حد مرگ مورد آزار و شکنجه قرار گرفت و به قتل رسید.
والدین سیلویا لایکنس که در یک کارناوال کار می‌کردند، سیلویا و خواهرش جنی لایکنس را برای مراقبت و تحصیل به گرترود بانیسزوسکی سپردند و در ازای مراقبت از آن‌ها، هفته ای ۲۰ دلار به گرترود بانیسزوسکی پرداخت می‌کردند.
در این جنایت، گرترود بانیشفسکی، دختر ۱۷ ساله اش پائولا، پسر ۱۳ ساله اش جان و دو نفر از نوجوانان محله، کوی هابارد (۱۵ ساله) و ریچارد هابس (۱۵ ساله)، به جرم شکنجه و قتل سیلویا لایکنس، محاکمه و محکوم شدند. دادستان این پرونده، آن را جنجالی‌ترین و هولناک‌ترین جنایت مرتکب شده در ایالت ایندیانا توصیف کرد. همچنین این پرونده، مباحثی را در زمینهٔ حقوق بشر و حقوق کودکان باز کرد که به بررسی حقوق کودکان قربانی جنایت و کودکان جنایتکار می‌پردازد. به علاوه میان روان‌شناسان نیز، مباحث و تحقیقاتی را برای بررسی ذات انسان و وجود شرارت در آن باز کرد؛ بررسی این‌که آیا همانگونه که آزمایش میلگرام می‌گوید، انسانها از شکنجه‌ی یکدیگر دچار احساس عذاب وجدان نمی‌شوند و حتی ممکن است از شکنجه لذت هم ببرند و به آن همانند یک بازی نگاه کنند؛ خصوصاً زمانی که پای یک مسئول و دستور دهنده در میان باشد.
فیلم‌های یک جنایت آمریکایی و دختر همسایه (فیلم ۲۰۰۷) بر اساس این جنایت ساخته شده‌اند.

## پیشینه

### گرترود بانیسزوسکی
گرترود نادین بانیسزوسکی (۱۹ سپتامبر ۱۹۲۹–۱۶ ژوئن ۱۹۹۰) در ایندیانا از پدر و مادری هلندی-آمریکایی متولد شد. او سومین فرزند از شش فرزند خانواده بود. گرترود در ۵ اکتبر ۱۹۳۹ شاهد مرگ پدر ۵۰ ساله اش در اثر حملهٔ ناگهانی قلبی بود. شش سال بعد، او برای ازدواج با جان استفان بانیشفسکی (۲۰۰۷–۱۹۲۶) هجده ساله، از مدرسه ترک تحصیل کرد. این زوج، صاحب شش فرزند شدند.
با آنکه جان بانیشفسکی دارای خلق و خوی عجیب و خاصی بود اما این ازدواج ده سال دوام داشت و سپس به طلاق منجر شد.
سپس بانیسزوسکی، در سن ۳۴ سالگی نزد دنیس لی رایت ۲۲ ساله رفت و معشوقهٔ او شد. دنیس لی رایت، همواره او را مورد اذیت و آزار قرار می‌داد. گرترود، از دنیس صاحب یک فرزند دیگر شد.

### سیلویا لایکنس
سیلویا ماری لایکنس، فرزند سوم یک کارگردان کارناوال به نام لستر سیسل لایکنس (۱۹۲۶–۲۰۱۳) و همسرش الیزابت فرانسیس معروف به بتی (۱۹۲۷–۱۹۹۸) بود. سیلویا در فاصلهٔ میان دو دوقلوی خانواده به دنیا آمد. دوقلوهای دنی و دیانا دوسال از او بزرگتر بودند؛ و دوقلوهای جنی و بنی یک سال از او کوچکتر بودند. بنی که درهنگام جنایت همراه سیلویا بود، در اثر بیماری فلج اطفال معلول شده بود.
وضعیت خانوادهٔ سیلویا، به علت شغل پدر و مادرش، بسیار ناپایدار بود. خانواده، همواره در سفر بودند و والدین کودکان، معمولاً مشکلات مالی زیادی داشتند. بنا به همین دلایل بود که سیلویا و خواهرش، اغلب مجبور بودند دور از خانواده و با بستگان خود همانند مادربزرگشان، زندگی کنند؛ بنابراین تحصیلات آن‌ها به علت در سفر و جاده بودن، وضعیت مناسبی نداشت.
در ژوئیه سال ۱۹۶۵، سیلویا و جنی لایکنس، با مادرشان بتی زندگی می‌کردند. در این هنگام بود که پلیس بتی را بابت دزدی از یک فروشگاه دستگیر کرد. لستر لایکنس که اخیراً از مادرشان جدا شده بود، به‌طور کوتاه مدت، مراقبت دختران را به گرترود بانیسزوسکی سپرد. گرترود بانیسزوسکی، مادر دوستان جدید دختران لایکنز بود و آشنایی لستر لایکنس با گرترود بانیسزوسکی و اعتمادش به او از اینجا شکل گرفت. سیلویا و جنی، پیش از اقامت در خانهٔ گرترود، با پائولا بانیسزوسکی (۱۷ ساله) دوست بودند و با او و شش خواهر و برادرش، استفانی ۱۵ ساله، جان ۱۲ ساله، ماری سیزده ده ساله، شرلی ۱۰ ساله، جان جونیور ۸ ساله و کودک چندماهه، دنیس لی رایت، همبازی بودند.
دختران لایکنس پیش از این، با دختر گرترود بانیسزوسکی، استفانی در مدرسه و کلیسا آواز می‌خواندند.
با آن که خانواده بانیسزوسکی بسیار فقیر بود، اما لستر لایکنس به شرایط خانهٔ آن‌ها (آنطوری که بعدها خودش در دادگاه عنوان کرد) اعتنا نکرد و او را تشویق کرده بود که نسبت به تربیت و اصلاح دخترانش اقدام کند.

## شکنجه و قتل
لستر لایکنس موافقت کرد که به گرترود بانیسزوسکی بابت مراقبت از دخترانش، ۲۰ دلار در هفته بپردازد. گرترود بانیسزوسکی در این هنگام از افسردگی و اضطراب ناشی از چندین ازدواج ناکام رنج می‌برد.
هنگامی که پرداخت‌های هفتگی لستر لایکنس به تأخیر افتاد، گرترود بانیسزوسکی دختران را از قسمت باسن مورد ضربه قرار داد و شلاق زد.
طولی نکشید که گرترود بانیسزوسکی تنها بر روی شکنجه سیلویا متمرکز شد. او را ابتدا متهم به سرقت آب نبات‌هایی کرد که خریداری کرده بود و سپس او را تحت فشار روانی قرار داد تا اعتراف کند و بپذیرد دوست‌پسر دارد.
پس از مغلوب شدن سیلویا و اعتراف دروغین تحت فشارش مبنی برداشتن دوست‌پسر، تحقیرها و شکنجه‌های مرگبار او آغاز شد.
در این هنگام دختر بزرگ گرترود، پائولا که ۱۷ سال داشت و بابت دوستی او بود که دختران لایکنس در آن خانه اقامت کرده بودند، توسط دوست‌پسر متأهلش باردار شده بود و هم خودش و هم سیلویا از این جریان مطلع بودند.
اما به شکل عجیبی، پائولا بر مهبل و اندام جنسی سیلویا لگد زد و او را به دروغ متهم به بارداری کرد.
در محاکمه پزشکی قانونی مشخص کرد که سیلویا لایکنز باردار نیست و در آن زمان هم نمی‌توانست باردار باشد.
روانشناسان این اقدام پائولا را ناشی از عذاب وجدان ناشی از بارداری نامشروع و احساس گناه او ناشی از فشار فرهنگ مذهبی خانواده او دانستند.
گرترود بانیسزوسکی شروع می‌کند به تشویق و مجوز دادن به دیگر فرزندانش که بزرگترند تا سیلویا را برای تفریح مورد ضرب و شتم قرار دهند و بارها و بارها او را از بالای پلکان خانه، به پایین هل دهند.
در طول شام، گرترود بانیسزوسکی و پائولا و پسر همسایه‌شان، به زور یک هات‌داگ را که با ادویه تند بسیار زیادی آغشته شده بود، در دهان سیلویا فرومی‌کنند. سیلویا استفراغ می‌کند و بدنش ضعیف می‌شود.
همچنین گرترود، سیلویا را به فحشا متهم می‌کند و بابت این تهمت دروغینش، آیات و خطبههای مذهبی ای را دربارهٔ ناپاک بودن روسپیها و به‌طور کلی ناپاک بودن زنان برایشان می‌خواند.
پس از آن، سیلویا لایکنز متهم به شایعه سازی در دبیرستان می‌شود. او متهم می‌شود که این شایعه را ساخته که پائولا و استفانی، فاحشه هستند. این اتهام، ظاهراً ناشی از تحریک دوست پسر استفانی، کوی هابارد بود تا بتواند مجوز حملهٔ فیزیکی به سیلویا را از گرترود اخذ کند. زیرا گرترود زنی مذهبی بود.
کوی هوبارد و همکلاسی‌هایش، بلافاصله توانستند مجوز حضور گاه‌وبیگاه‌شان را در محل اسارت سیلویا لایکنز (زیر زمین خانهٔ گرترود) دریافت کنند تا با همکاری فرزندان گرترود بانیسزوسکی و خود گرترود، او را شکنجه دهند.
به تشویق گرترود، او را ضرب و شتم می‌کردند.
او را مجبور به خوردن مدفوع و نوشیدن ادرار می‌کردند.
در جلسات خشونت‌آمیز جودو از او به عنوان هدف و کیسه بوکس استفاده می‌کردند و او را بی هدف زخمی می‌کردند.
او را بیش از ۱۰۰ بار با سیگار سوزاندند که آثار زخم و سوزش حتی در مهبل و دیگر بخش‌های آلت تناسلی او مشهود بود.
همچنین گرترود و همدستان نوجوانش برای سرگرم شدن، سیلویا را مجبور کردند تا در اتاق نشیمن، برهنه شود و یک بطری خالی کوکا کولا را در واژن (مهبل یا اندام جنسی زنانه) خود وارد کند.
یکبار پائولا با چنان نیرویی به صورت سیلویا ضربه زد که مچ دستش شکست؛ و مجبور شد آن را گچ بگیرد؛ و این مسئله موجب شد با استفاده از گچ دور دستش، با خشونت بیشتری به سیلویا ضربه بزند.
گرترود سپس جنی (خواهر کوچکتر و معلول سیلویا) را تحت فشار گذاشت که اگر به خواهرش صدمه نزند، خودش شخصاً او را شکنجه می‌کند.

پائولا بانیسزوسکی.

در همین هنگام، یک زوج میانسال به نامهای ریموند و فیلیس ورملیون به خانهٔ مجاور خانهٔ گرترود بانیسزوسکی نقل مکان کردند؛ و تصور می‌کردند که گرترود یک سرپرست ایده‌آل برای فرزندانش است. آنها دوبار به محل اقامت گرترود رفتند و با او دیدار کردند؛ که هنگام دیدار در آن مکان، آنها پائولا را می‌دیدند که با اجازهٔ گرترود، سیلویا را شکنجه می‌کند و مقابل این زوج، با افتخار از این مسئله یاد می‌کند.
آنها به علت ترس، هیچ‌یک از دو مورد را به مقامات مسئول گزارش نکردند.
پس از آن بود که موضوع شکنجه و عنوان آن توسط گرترود تغییر یافت. او عنوان شکنجه‌ها را حضور شیطان در همخوابگی پیش از ازدواج نامید؛ و به صورت وحشیانه به آلت تناسلی سیلویا لگد زد. او همچنین تمامی انگشتان او را با کبریت سوزانید و او را شلاق زد.
سیلویا در نهایت به علت شکنجه و آسیب دیدگی آلت تناسلی، در دفع ادرار و مدفوع بی‌اختیار گردید. از این پس او دیگر اختیار ادرار و مدفوع خود را نداشت. گرترود برای مجازات دفع بی‌اختیار ادرار و مدفوع، او را در زیرزمین خانه حبس کرد.
در طول این مدت گرترود اغلب وان حمام را از آب داغ پر کرده و او را مجبور به ورود به آن می‌کرد و سپس روی سوختگی‌های او نمک می‌پاشید.
سیلویا در این زمان اغلب برهنه بوده کمتر به او غذا می‌دادند.
در این زمان گرترود و پسر ۱۲ ساله اش جان، مدفوع و ادرار خود و همچنین کودک کمتر از یکسال خانواده را به او می‌خوراندند.
همچنین جان ۱۲ ساله، با دریافت ۵ سنت از کودکان همسن خود در محله، بدن برهنهٔ سیلویا و شکنجهٔ او را به نمایش می‌گذاشت
سیلویا در این زمان سعی می‌کرد با فریاد زدن و ضربه زدن به دیوار زیرزمین به وسیلهٔ یک بیل، همسایه‌ها را متوجه کند و کمک بگیرد اما بی فایده بود.
دو خواهر لایکنز، هیچ راهی برای ارتباط با دیگر اعضای خانواده خود، برای مطلع کردن آنها نسبت به آزار و اذیت خانواده بانیسزوسکی نداشتند. خصوصاً جنی به علت معلولیت و تهدیدهای گرترود مبنی بر شکنجهٔ بیشتر خواهرش و تهدید به شکنجهٔ خودش نتوانست اقدام مفیدی انجام دهد.
همچنین خود جنی توسط دختران محله مورد اذیت و آزار قرار می‌گرفت و هربار که از وضعیت سیلویا می‌پرسید، ضرب و شتم می‌شد.
با تمام این موارد، یکبار او خواهر بزرگترش دیانا که متأهل شده بود را در یک پارک محلی به‌طور اتفاقی دید. دیانا به علت ترک خانواده از طرف والدین، نسبت به برقراری ارتباط با خواهران کوچکترش منع شده بود. تا آن زمان هیچ‌یک نمی‌دانستند که محل زندگیشان کمتر از ۱٫۵ مایل با هم فاصله دارد.
دایانا در این دیدار متوجه شد که سیلویا و جنی در خانهٔ یک فرد غریبه سکونت دارند؛ و برای دیدار از آنها اقدام کرد.
در هنگام بازدید، گرترود به دایانا گفت که برایش اهمیتی ندارد که دربارهٔ او چه فکر می‌کند، تنها می‌داند که دختران لایکنز حق ندارند با خواهر بزرگترشان دیدار کنند و سپس به او هشدار داد که از ملک او خارج شود.
دایانا توانست در یک لحظه و به‌طور مخفیانه به سیلویا ساندویچ دهد. سیلویا دربارهٔ آنچه برایش رخ داده، سکوت کرد اما ماری بانیسزوسکی متوجه ارتباط او با دیانا شد و گرترود را باخبر کرد و او برای ساکت کردن سیلویا و برای آنکه چنین رخدادی تکرار نشود، او را به همان وان آب داغ وحشتناک برد.
در همان زمان با تماس یک فرد ناشناس، یک مأمور بهداشت عمومی به خانهٔ گرترود مراجعه کرد. مأمور وارد شد و پرسشهایی را مطرح کرد اما هیچ نتیجه ای نداشت و مجبور به ترک آن محل شد. مأمور بهداشت به گرترود بانیسزوسکی گفت که تماس دربارهٔ خواهران لایکنز بود. گرترود هم گفت که سیلویا را از خانه بیرون انداخته و از محل اقامت او مطلع نیست. مأمور هم‌راهی برای دانستن آنکه موضوع گزارش زیر پای اوست و در زیرزمین خانه جنایتی در حال رخ دادن است، نداشت.
سیلویا لایکنز اغلب از نوشیدن آب محروم بود. در دادگاه جنی گفت که فکر می‌کند سیلویا بدین علت بخاطر شکنجه‌ها گریه نمی‌کرد که بدنش بخاطر کمبود آب، قادر به تولید اشک نبود.
گرترود در نهایت اجازه داد که سیلویا به طبقهٔ بالا برود. سیلویا از جنی خواست که پیش از خواب، به او یک لیوان آب بدهد. از آنجایی که آلت جنسی و مجاری ادراری او دچار آسیب جدی شده بود، او نمی‌توانست ادرار خود را کنترل کند.
گرترود متوجه شد که او بی اخیار روی خودش ادرار کرده‌است؛ بنابراین به عنوان مجازات یک بطری خالی کوکاکولا را وارد واژن او کرد و مجبورش کرد برهنه جلوی همه ادرار کند.
سپس با یک سوزن گداخته روی شکم او نوشت:

## من یک فاحشه هستم و به فاحشه بودن خود افتخار می‌کنم
به این علت که این نوشته بسیار بزرگ و طولانی بود، خودش موفق به نوشتن کامل آن نشد و از ریچارد هابس خواست که آن را کامل کند. هابز این کار را به پایان رساند. گرترود همزمان با نوشتن این کلمات روی بدن سیلویا، به او می‌گفت که با این جمله روی بدن، هیچ مردی حاضر نمی‌شود با او ازدواج کند.
در روزهای بعد شرلی بانیسزوسکی ۱۰ ساله به کمک ریچار هابس سعی کردند روی سینهٔ سیلویا حرف S را داغ کنند. اما این داغ بیشتر مشابه عدد ۳ شد.

تصویر پزشکی قانونی از شکم و سینهٔ سیلویا لایکنز و عبارات داغ شده من یک فاحشه هستم و به فاحشه بودن خود افتخار می‌کنم و حرف S که مشابه ۳ است.

سپس او را که برهنه بود، مجبور کردند برای آنها شش تا هفت دور بچرخد.
صبح روز بعد گرترود سیلویا را بیدار کرد و مجبورش کرد نامه ای بنویسد خطاب به والدینش و اظهار کند که با پسران زیادی رابطه داشته و از خانهٔ گرترود فرار کرده‌است.
پس از اتمام نامه، گرترود برنامه ای را تنظیم کرد که سیلویا را به کمک جنی و جان به جنگل نزدیک خانه‌شان ببرند و رها سازند تا بمیرد.
در ۲۵ اکتبر وقتی سیلویا متوجه برنامهٔ رها کردنش در جنگل و قتل خود شد، مجدداً سعی کرد فرار کند. او به در ورودی خانه رسید اما به علت آسیب‌های فراوان، نتوانست موفق باشد و توسط آنها مجدداً اسیر شد.
سیلویا یک نان تست برداشت اما به علت کمبود آب بدن قادر به خوردن آن نبود. گرترود آن را داخل دهان سیلویا گذاشت و با میله به داخل دهانش فشار داد.
او بار دیگر سعی کرد فرار کند اما از پله‌ها به پایین سقوط کرد. گرترود سرش را زیر پاهایش گرفت و با لگد بر جمجمه اش ضربه زد که منجر به شکستگی جمجمه شد.
روز بعد، در ۲۶ اکتبر، پس از بارها ضرب و شتم، سوزانده شدن با جسم داغ، حمام‌های سوزان، سیلویا لایکنز در اثر خونریزی مغزی و شوک و سو تغذیه در گذشت.

تصویر جنازه سیلویا لایکنز ۱۶ ساله یافت شده در محل جنایت که آثار سوختگی ناشی از سیگار به وضوح مشخص است.

شکنجهٔ او سه ماه به طول کشید.
هنگام مرگ او ۱۶ سال داشت.

## دستگیری
هنگامی که استفان بانیسزوسکی و ریچار هابس متوجه شدند که سیلویا نفس نمی‌کشد، استفانی سعی کرد به او تنفس دهان به دهان بدهد. در طول این مدت گرترود فریاد می‌زد: او دروغ می‌گوید و نقش بازی می‌کند.
وقتی که در نهایت گرترود متوجه شد که سیلویا مرده‌است، او هابز را فرستاد تا با یک تلفن عمومی با پلیس تماس بگیرد. هنگامی که پلیس وارد شد، گرترود نامه ای را که سیلویا را چند روز قبل مجبور به نوشتن آن کرده بود، نشان داد.
پیش از آنکه پلیس خانه را ترک کند، جنی لایکنز خود را به آنها رساند و گفت: مرا از اینجا بیرون ببرید و من همه چیز را برایتان می‌گویم.
گفته‌های او به همراه کشف جسد سیلویا در آن مکان، موجب شد بلافاصله افسران گرترود و استفانی و جان بانیسزوسکی را به همراه ریچارد هابس و کوی هابارد به جرم قتل بازداشت کنند. ضمناً آنها کودکان ساکنان آن محله و همسایه‌های بانیسزوسکی را که شامل مایک مونرو، رندی لوپر، دارلین مک گوری، جودی دوک و آنا سیسکو می‌شد، به جرم صدمه زدن به اشخاص، بازداشت کردند.

## محاکمه

تصویر گرترود بانیسزوسکی به همراه وکیلش و در پس زمینه ریچارد هابس با لباس زندان.

معاینه و کالبد شکافی بدن سیلویا لایکنز سوختگی‌های متعدد، کبودی و آسیب عضلات و عصبها را نشان می‌داد. تمام ناخن‌های او نیز به عقب متلاشی شده بود و بیشتر سطح و لایه بیرونی پوست او از بین رفته بود. در همان ابتدا تحقیقات، بدن به شدت مجروح شدهٔ او، مقامات را متقاعد می‌کرد بر این باور باشند که این کار توسط یک «دیوانه ناشناس» انجام شده‌است.
حفرهٔ واژن او بسیار متورم بود هرچند که بررسی کانال واژن مشخص کرد که پرده بکارت او همچنان دست نخورده‌است؛ که این بدان معناست که او به احتمال بسیار زیاد، باکره بوده‌است؛ و این برخلاف ادعاهای گرترود بانیسزوسکی مبنی بر فاحشه بودن او و باردار بودن اوست.
علت اصلی مرگ، تورم مغزی، خونریزی داخلی مغز و شوک ناشی از آسیب دیدگی شدید و طولانی مدت پوست بود.
در طول محاکمه بسیار پر سر و صدای گرترود بانیسزوسکی، او مسئولیت مرگ سیلویا لایکنز را انکار می‌کرد. او ادعا می‌کرد که به سبب دیوانگی گناهکار نیست. او ادعا کرد که به علت بیماری و افسردگی شدیدش، نسبت به کنترل و سرپرستی کودکانش مستاصل شده بود
چهار کودکی که در زیر زمین در شکنجهٔ سیلویا لایکنز مشارکت داشتند نیز محاکمه شدند. اسامی آنها این بود:
- پائولا بانیسزوسکی، ۱۷ ساله
- جان بانیسزوسکی، ۱۳ ساله
- ریچارد هابز، ۱۵ ساله
- کوی هابراد، ۱۵ ساله

وکلا برای کودکان زیر سن قانونی ادعا کردن که توسط گرترود تحت فشار قرار گرفته‌اند؛ و اکثریت این کودکان حتی محاکمه نشدند.
هنگامی که دختر ۱۱ ساله گرترود، ماری بانیسزوسکی به عنوان شاهد احضار شد، اعتراف کرد که در تمامی مراحل گرترود حضور داشته‌است و او را مجبور کرده بود که سوزن را داغ کند تا ریچارد هابز پوست او را بسوزاند و رویش بنویسد. همچنین شهادت داد که مادرش را هنگام ضرب و شتم سیلویا لایکنز دیده‌است.
در ۱۹ می ۱۹۶۶ گرترود بانیسزوسکی به قتل درجهٔ اول محکوم شد. او به مجازات اعدام محکوم شد و سپس به حبس ابد تقلیل یافت.
پائولا بانیسزوسکی که در طول محاکمه، یک دختر به دنیا آورد، نام دخترش را گرترود گذاشت. او به قتل درجهٔ دوم و حبس ابد محکوم شد.
ریچارد هابس، کوی هوبر، و جان بانیسزوسکی جونیور به جرم قتل به ۲ تا ۲۱ سال زندان محکوم شدند.

## پس از محاکمه
ریچارد هابس در ۲ ژانویه سال ۱۹۷۲، در سن ۲۱ سالگی، چهار سال بعد از آزادی از کانون اصلاح و تربیت، از سرطان ریه درگذشت. او احتمالاً به علت مصرف افراطی از سیگار در سن کم، دچار سرطان ریه شد.
گرترود بانیسزوسکی با انجام رفتار خوب در زندان، درخواست عفو نمود. با تمام تلاشی که خانوادهٔ لایکنز خصوصاً جینی انجام دادند، او در ۴ دسامبر ۱۹۸۵ آزاد شد.

گرترود بانیشفسکی پس از ترک زندان، در سن ۵۶ سالگی.

گرترود در ۱۶ ژوئن ۱۹۹۰ در سن ۶۰ سالگی درگذشت
پائولا بانیسزوسکی که به قتل درجه دوم و حبس ابد محکوم شده بود، در سال ۱۹۷۱ دو بار سعی کرد از زندان فرار کند. پس از چند سال طی دوران محکومیت، سرپرستی فرزندش گرترود (نام مادرش را بر او نهاد) به او سپرده شد. در سال ۱۹۷۲ آزادی او پذیرفته شد و آزاد شد؛ و تغییر هویت داد. او سپس به شهر آیووا رفت و ازدواج کرد و صاحب دو فرزند دیگر شد. در سال ۲۰۱۲ یک مدرسه در ایالت آیووا هویت او را شناسایی کرد و او را به علت فریب مدرسه در زمان استخدام و تقاضای کار و مخفی کردن هویت اصلی اخراج کرد. در زمان اخراج، او ۱۴ سال در این مدرسه کار کرده بود.
جینی لایکنز ازدواج کرد و در ۲۳ ژوئن ۲۰۰۴ در سن ۵۴ سالگی براثر سکتهٔ قلبی درگذشت.
در ۱۰ ماه مه ۲۰۱۵، دایانا لایکنز (خواهر بزرگتر سیلویا) و شوهرش سیسیل ناتسون مفقود شدند. گزارش مفقودی را پسرشان به پلیس داد. آنها در راه خانهٔ پسرشان بودند که مفقود شدند. تصاویر دوربین مدار بسته آنها را ساعت ۲ صبح نشان می‌دهد که در حال خروج از کازینو هستند.
پلیس در یک فراخوان عمومی با حضور پسر آنها در تلویزیون، از مردم جهت یافتن آنها کمک خواسته‌است.
خانه ۳۸۵۰ خیابان نیویورک شرقی که سیلویا لایکنز در آن شکنجه و به قتل رسید، تا چندین سال پس از قتل، خالی و متروکه ماند. با آنکه چندین بار بحث خرید آن برای نوسازی و استفاده از آن به عنوان پناهگاه زنان مطرح شد، اما بودجه مورد نیاز برای آن اختصاص داده نشد. این خانه نهایتاً در تاریخ ۲۳ آوریل ۲۰۰۹ تخریب شد. زمین آن ملک، در حال حاضر پارکینگ یک کلیسا است.
یک ستون به بلندی ۱٫۸ متر از جنس گرانیت در ژوئن ۲۰۰۱ به عنوان یادبود سیلویا لایکنز در ورودی پارک ویلارد در خیابان واشینگتن نصب شد. چند صد نفر با جمع‌آوری امضا و یک طومار درخواست ساخت و نصب آن را مطرح کرده بودند.

## اثرات قتل سیلویا لایکنز
این جنایت و پوشش خبری آن توسط مجله تایم موجب شهرت و فروش فراوان این نشریه و چاپ آن در نقاط مختلف جهان به زبانهای مختلف شد. بسیاری این جنایت را عامل تولد مجله تایم می‌دانند.
از این جنایت، کتابهاو فیلمها و نمایشهای بسیاری ساخته و نوشته شد.
فیلم یک جنایت آمریکایی محصول سال ۲۰۰۷ فیلمی بر اساس مستندات و شواهد و اعترافات در این جنایت است و بازیگرانی همچون الن پیج و کاترین کینر و هیلی مک‌فارلند آری گرینر و اسکاوت تیلر-کامپتن در آن نقش آفرینی می‌کنند. فیلم کاملاً به مستندات و شواهد دادگاه وفادار است
فیلم دختر همسایه (فیلم ۲۰۰۷) نیز فیلمی اقتباسی از این جنایت است. در این فیلم بدون اشاره به جنایت اصلی، تمامی شکنجه‌ها و خشونت‌های این جنایت، بر اساس گفته‌های جنی لایکنز و شواهدی که اثبات نشدند، به تصویر کشیده می‌شود.

## روانشناسی جنایت
آنچه که این جنایت را تبدیل به جنایتی خاص کرد، بی رحمی گستردهٔ کودکانی است که معصوم خوانده می‌شوند. تعداد بسیار بالای کودکان این محله، که بدون ترحم به سیلویا لایکنز صدمه می‌رساندند و از آن احساس شرم و عذاب وجدان نمی‌کردند، نظر روانشناسان را به خود جلب کرد.
آیا آنطور که آزمایش میلگرم نشان می‌دهد، ما انسانها نسبت به دستورهایی که می‌گیریم، احساس مسئولیت می‌کنیم بدون آنکه وجدان را دخالت دهیم؟
چگونه ممکن است این تعداد کودک عادی، به دوست و همبازی خود اینچنین صدمه وارد سازند؟
چگونه ممکن است ما انسانها اینگونه بی‌تفاوت باشیم؟
همچنین این سؤال مطرح می‌شود که آیا این تعداد کودک (بیش از ۳۰ کودک) واقعاً هیچ اراده ای از خود نداشتند و تحت فشار گرترود بانیسزوسکی بودند؟
آیا این کودکان، شکنجه را نوعی بازی می‌دیدند؟ که نسبت به شکنجه شونده احساس ترحم نمی‌کردند؟
آیا حس شرارت در ذات ما انسانها از کودکی وجود دارد؟
به علاوه، بحث حقوقی ای نسبت به کودکان جنایتکار باز شد و نیاز دیده شد که این قوانین بازنگری شوند.
زیرا مغفول ماندن از کودکان جنایتکار می‌تواند به حقوق دیگر کودکان صدمه وارد سازد.
وقتی در دادگاه دادستان از هریک از این کودکان می‌پرسد که چرا به سیلویا صدمه زدید، هر یک از آنها می‌گفتند: نمی‌دانم آقا!
بنابراین هیچگاه انگیزه ای برای این جنایت کشف نشد